# Bolivia op de Olympische Zomerspelen 1996
Bolivia nam deel aan de Olympische Zomerspelen 1996 in Atlanta, Verenigde Staten. Net als in de acht eerdere deelnames aan de zomerspelen, won Bolivia ook deze keer geen medailles.

## Deelnemers en resultaten
(m) = mannen, (v) = vrouwen

### Atletiek
| Olympiër            | Onderdeel             | Resultaat | Prestatie            |
| ------------------- | --------------------- | --------- | -------------------- |
| Jorge Castellón     | 100m (m)              | 80e       | serie 6: 9e in 10,74 |
| Policarpio Calizaya | marathon (m)          | 91e       | 2:33.08              |
|                     |                       |           |                      |
| Geovanna Irusta     | 10km snelwandelen (v) | 34e       | 47.13                |

### Schermen
| Olympiër      | Onderdeel | Resultaat | Prestatie                          |
| ------------- | --------- | --------- | ---------------------------------- |
| Miguel Robles | sabel (m) | 33e       | 1e ronde: V van ESP Peinador: 7-15 |

### Schoonspringen
| Olympiër      | Discipline   | Resultaat | Prestatie                        |
| ------------- | ------------ | --------- | -------------------------------- |
| Tony Iglesias | 3m plank (m) | 27e       | voorronde: 27e met 307,83 punten |

### Wielersport
| Olympiër       | Onderdeel  | Resultaat | Prestatie                                                                                     |
| -------------- | ---------- | --------- | --------------------------------------------------------------------------------------------- |
| Claus Martínez | sprint (m) | 19e       | kwalificatie: 24e in 12,341 1e ronde: V van AUS Neiwand 1e ronde herkansingen: V van USA Clay |

### Zwemmen
| Olympiër        | Onderdeel            | Resultaat | Prestatie              |
| --------------- | -------------------- | --------- | ---------------------- |
| David Pereyra   | 100m vlinderslag (m) | 58e       | serie 1: 5e in 1.01,63 |
|                 |                      |           |                        |
| Ximena Escalera | 100m rugslag (v)     | 35e       | serie 1: 3e in 1.11,70 |

Afghanistan · Albanië · Algerije · Amerikaanse Maagdeneilanden · Amerikaans-Samoa · Andorra · Angola · Antigua‑Barbuda · Argentinië · Armenië · Aruba · Australië · Azerbeidzjan · Bahama's · Bahrein · Bangladesh · Barbados · België · Belize · Benin · Bermuda · Bhutan · Bolivia · Bosnië en Herzegovina · Botswana · Brazilië · Britse Maagdeneilanden · Brunei · Bulgarije · Burkina Faso · Burundi · Cambodja · Canada · Centraal-Afrikaanse Republiek · Chili · China · Chinees Taipei · Colombia · Comoren · Congo-Brazzaville · Cookeilanden · Costa Rica · Cuba · Cyprus · Denemarken · Djibouti · Dominica · Dominicaanse Republiek · Duitsland · Ecuador · Egypte · El Salvador · Equatoriaal-Guinea · Estland · Ethiopië · Fiji · Filipijnen · Finland · Frankrijk · Gabon · Gambia · Georgië · Ghana · Grenada · Griekenland · Groot-Brittannië · Guam · Guatemala · Guinee · Guinee-Bissau · Guyana · Haïti · Honduras · Hongarije · Hongkong · Ierland · IJsland · India · Indonesië · Irak · Iran · Israël · Italië · Ivoorkust · Jamaica · Japan · Jemen · Joegoslavië · Jordanië · Kaaimaneilanden · Kaapverdië · Kameroen · Kazachstan · Kenia · Kirgizië · Koeweit · Kroatië · Laos · Lesotho · Letland · Libanon · Liberia · Libië · Liechtenstein · Litouwen · Luxemburg ·  Macedonië · Madagaskar · Malawi · Malediven · Maleisië · Mali · Malta · Marokko · Mauritanië · Mauritius · Mexico · Moldavië · Monaco · Mongolië · Mozambique · Myanmar · Namibië · Nauru · Nederland · Nederlandse Antillen · Nepal · Nicaragua · Nieuw-Zeeland · Niger · Nigeria · Noord-Korea · Noorwegen · Oeganda · Oekraïne · Oezbekistan · Oman · Oostenrijk · Pakistan · Palestina · Panama · Papoea-Nieuw-Guinea · Paraguay · Peru · Polen · Portugal · Puerto Rico · Qatar · Roemenië · Rusland · Rwanda · Saint Kitts en Nevis · Saint Lucia · Saint Vincent en Grenadines · Salomonseilanden · Samoa · San Marino · Sao Tomé en Principe · Saoedi-Arabië · Senegal · Seychellen · Sierra Leone · Singapore · Slovenië · Slowakije · Soedan · Somalië · Spanje · Sri Lanka · Suriname · Swaziland · Syrië · Tadzjikistan · Tanzania · Thailand · Togo · Tonga · Trinidad en Tobago · Tsjaad · Tsjechië · Tunesië · Turkije · Turkmenistan · Uruguay · Vanuatu · Venezuela · Verenigde Arabische Emiraten · Verenigde Staten · Vietnam · Wit-Rusland · Zaïre · Zambia · Zimbabwe · Zuid-Afrika · Zuid-Korea · Zweden · Zwitserland